# アンドレ・ゴメス
アンドレ・フィリペ・タバレス・ゴメス（André Filipe Tavares Gomes、 1993年7月30日 - ）は、ポルトガル・ポルト県ヴィラ・ノヴァ・デ・ガイア出身のサッカー選手。元ポルトガル代表。リーグ・アン・LOSCリール所属。ポジションはMF。

## 経歴

### ベンフィカ
2012年にSLベンフィカのトップチームに昇格。10月27日のジル・ヴィセンテFC戦で1部リーグデビューし、初ゴールを記録した。2014年7月17日、スペインのバレンシアCFにレンタル移籍した。

### バルセロナ
2016年7月21日、FCバルセロナと合意したことを発表した。8月17日、スーペルコパ・デ・エスパーニャ、セビージャ戦にてデビューし、先発フル出場した。2017年3月19日、古巣のバレンシア戦で初ゴールを決めた。
しかしそのシーズンは思うような結果を残せず、不調に終わる。移籍の噂も立ち、2017-18シーズンの夏の移籍市場ではユヴェントスFC等が関心を寄せていたが残留した。シーズンが始まっても古巣のベンフィカやトッテナム・ホットスパー、マンチェスター・ユナイテッドが興味を示し、放出候補とみられていたがこちらも残留した。一方で監督のエルネスト・バルベルデはゴメスをアウェー戦において重用し、戦力としてみなしていると報じられた。

### エヴァートンFC
前シーズン中には、プレッシャーによりバルセロナでのフットボールが楽しめなくなったと語り、移籍を模索していた中、2018年8月9日、イングランドのエヴァートンFCへの1年間レンタル移籍が発表された。イドリッサ・ゲイェと2ボランチを組み、中盤でボールをさばきバルセロナでの昨シーズンとは打って変わって称賛された。
2019年6月25日、エヴァートンFCと5年契約、移籍金2200万ポンドで完全移籍が発表された。11月4日、トッテナム戦でソン・フンミンに背後からタックルを受け、 直後にセルジュ・オーリエと衝突し、右足首が通常では考えられない方向に曲がった。すぐに担架で運ばれ、病院に緊急搬送された。右足首の脱臼骨折と診断された。その後の手術は無事に成功し、長期離脱と報じられた。

### リール
2022年9月1日、LOSCリールにローン移籍。

### エヴァートン(2次)
2023-24シーズンはショーン・ダイチが監督となり、前半は戦力外の扱いを受けた。しかし、12月23日のトッテナム・ホットスパーFC戦では得点を記録するなど限定的ながら出場機会を得、リーグ12試合に出場した。

### 代表
ポルトガル代表として各年代に選ばれた。2014年9月7日、UEFA EURO 2016予選のアルバニア代表戦でA代表デビューを果たした。
その後はEURO2016やFIFAコンフェデレーションズカップ2017にも出るが、一方クラブで出場機会を十分に得られていないこともあり2018 FIFAワールドカップの最終登録メンバー23名からは外され、ロシア行きを逃した。

## 個人成績

### クラブでの成績
2023年9月11日現在
| クラブ              | シーズン       | リーグ戦           | リーグ戦 | リーグ戦 | カップ戦 | カップ戦 | リーグ杯 | リーグ杯 | 国際大会 | 国際大会 | その他 | その他 | 通算 | 通算 |
| クラブ              | シーズン       | ディビジョン       | 出場     | 得点     | 出場     | 得点     | 出場     | 得点     | 出場     | 得点     | 出場   | 得点   | 出場 | 得点 |
| ------------------- | -------------- | ------------------ | -------- | -------- | -------- | -------- | -------- | -------- | -------- | -------- | ------ | ------ | ---- | ---- |
| ベンフィカB         | 2012-13        | セグンダ・リーガ   | 9        | 3        | —        | —        | —        | —        | —        | —        | —      | —      | 9    | 3    |
| ベンフィカB         | 2013-14        | セグンダ・リーガ   | 8        | 5        | —        | —        | —        | —        | —        | —        | —      | —      | 8    | 5    |
| ベンフィカB         | 通算           | 通算               | 17       | 8        | —        | —        | —        | —        | —        | —        | —      | —      | 17   | 8    |
| ベンフィカ          | 2012-13        | プリメイラ・リーガ | 7        | 1        | 3        | 0        | 2        | 0        | 5        | 0        | —      | —      | 17   | 1    |
| ベンフィカ          | 2013-14        | プリメイラ・リーガ | 7        | 1        | 4        | 1        | 3        | 0        | 9        | 0        | —      | —      | 23   | 2    |
| ベンフィカ          | 通算           | 通算               | 14       | 2        | 7        | 1        | 5        | 0        | 14       | 0        | —      | —      | 40   | 3    |
| バレンシア (loan)   | 2014-15        | ラ・リーガ         | 33       | 4        | 4        | 0        | —        | —        | —        | —        | —      | —      | 37   | 4    |
| バレンシア          | 2015-16        | ラ・リーガ         | 30       | 3        | 4        | 0        | —        | —        | 7        | 2        | —      | —      | 41   | 5    |
| バレンシア          | 通算           | 通算               | 63       | 7        | 8        | 0        | —        | —        | 7        | 2        | —      | —      | 78   | 9    |
| バルセロナ          | 2016-17        | ラ・リーガ         | 30       | 3        | 8        | 0        | —        | —        | 8        | 0        | 1      | 0      | 47   | 3    |
| バルセロナ          | 2017-18        | ラ・リーガ         | 16       | 0        | 5        | 0        | —        | —        | 9        | 0        | 1      | 0      | 31   | 0    |
| バルセロナ          | 通算           | 通算               | 46       | 3        | 13       | 0        | —        | —        | 17       | 0        | 2      | 0      | 78   | 3    |
| エヴァートン (loan) | 2018-19        | プレミアリーグ     | 27       | 1        | 2        | 0        | 0        | 0        | —        | —        | —      | —      | 29   | 1    |
| エヴァートン        | 2019-20        | プレミアリーグ     | 19       | 0        | 1        | 0        | 0        | 0        | —        | —        | —      | —      | 20   | 0    |
| エヴァートン        | 2020-21        | プレミアリーグ     | 28       | 0        | 3        | 0        | 1        | 0        | —        | —        | —      | —      | 32   | 0    |
| エヴァートン        | 2021-22        | プレミアリーグ     | 14       | 0        | 3        | 1        | 2        | 0        | —        | —        | —      | —      | 19   | 1    |
| エヴァートン        | 通算           | 通算               | 88       | 1        | 9        | 1        | 3        | 0        | —        | —        | —      | —      | 100  | 2    |
| リール (loan)       | 2022-23        | リーグ・アン       | 26       | 3        | 1        | 0        | —        | —        | —        | —        | —      | —      | 27   | 3    |
| リール (loan)       | 通算           | 通算               | 26       | 3        | 1        | 0        | —        | —        | —        | —        | —      | —      | 27   | 3    |
| エヴァートン        | 2023-24        | プレミアリーグ     |          |          |          |          |          |          | —        | —        | —      | —      |      |      |
| キャリア総通算      | キャリア総通算 | キャリア総通算     | 254      | 23       | 38       | 2        | 8        | 0        | 38       | 2        | 2      | 0      | 340  | 27   |

1. ↑  UEFAチャンピオンズリーグ2試合、UEFAヨーロッパリーグ3試合に出場
2. ↑  UEFAチャンピオンズリーグ2試合、UEFAヨーロッパリーグ7試合に出場
3. ↑  UEFAチャンピオンズリーグ4試合、UFAヨーロッパリーグ3試合に出場
4. 1 2  UEFAチャンピオンズリーグ
5. 1 2  スーペルコパ・デ・エスパーニャ

### 代表での成績
国際Aマッチ 29試合 0得点（2014年-2020年）
| ポルトガル代表 | 国際Aマッチ | 国際Aマッチ |
| 年             | 出場        | 得点        |
| -------------- | ----------- | ----------- |
| 2014           | 3           | 0           |
| 2015           | 1           | 0           |
| 2016           | 13          | 0           |
| 2017           | 10          | 0           |
| 2018           | 2           | 0           |
| 2019           | 0           | 0           |
| 2020           | 0           | 0           |
| 通算           | 29          | 0           |

## タイトル

### クラブ
SLベンフィカ
- プリメイラ・リーガ：1回 (2013-14)
- タッサ・デ・ポルトガル：1回 (2013-14)
- タッサ・ダ・リーガ：1回 (2013-14)

FCバルセロナ
- スーペルコパ・デ・エスパーニャ：1回 (2016)
- コパ・デル・レイ：2回（2016-17, 2017-18）
- プリメーラ・ディビシオン：1回（2017-18）

### 代表
ポルトガル代表
- UEFA欧州選手権：1回 (2016)

## 代表歴

### 出場大会
- U-20ポルトガル代表
  - 2013年 - FIFA U-20ワールドカップ（ベスト16）
- ポルトガル代表
  - 2016年 - UEFA EURO 2016（優勝）
  - 2017年 - コンフェデレーションズカップ（ベスト4）